# James Thomas (Schauspieler)
James Thomas (geboren in Toronto) ist ein kanadischer Schauspieler. 

## Leben und Karriere
Er erlangte seinen Bachelorabschluss in Soziologie an der University of Western Ontario.
Vor seiner Schauspielkarriere hatte Thomas verschiedene Tätigkeiten inne, unter anderem in einer Obdachlosenmission, und betrieb Cateringunternehmen. Dort wurde er von einem Regisseur entdeckt, der ihn für einen Kurzfilm besetzte und ermunterte, mit der Schauspielerei weiterzumachen. Thomas zog nach New York City und nahm dort Schauspielkurse, ging aber, als seine Großmutter krank wurde, zurück nach Toronto, wo er zu einer Castingagentur kam. In seiner Karriere spielte er vor allem in kanadischen Fernsehfilmen und Fernsehserien. 
Nach einer Episodenrolle in Queer as Folk, für die Thom Best Kameramann war, spielte Thomas 2005 in dessen Film Ice Men eine homosexuelle Rolle. Weitere Filmhauptrollen folgten etwa in Flirting with Danger neben Charisma Carpenter und dem Horrorfilm Behind the Wall. Eine erste Seriennebenrolle über mehrere Episoden hatte er 2011 in Against the Wall als ein Bruder der Protagonistin inne. In den 2010ern folgten unter anderem die Thriller/Horrorfilme House at the End of the Street mit Jennifer Lawrence und Girlhouse – Töte, was du nicht kriegen kannst sowie Hallmark-Filme. Seine derzeit letzten Auftritte waren eine Seriennebenrolle in der ersten Staffel von Cardinal.

## Filmografie
- 2000: Zweimal im Leben (Twice in a Lifetime, Fernsehserie, 1 Episode)
- 2001: Queer as Folk (Fernsehserie, 1 Episode)
- 2001: Murder Among Friends (Fernsehfilm)
- 2001: Wish You Were Dead
- 2002: Fairytales and Pornography
- 2002: Adventure Inc. – Jäger der vergessenen Schätze (Adventure Inc. Fernsehserie, 1 Episode)
- 2002: Fiona (Fernsehfilm)
- 2003: Hollywood Wives: The New Generation
- 2004: Sue Thomas: F.B.I. (Fernsehserie, 1 Episode)
- 2005: Ice Men
- 2005: Missing – Verzweifelt gesucht (1–800–Missing, Fernsehserie, 1 Episode)
- 2005: Blind Injustice
- 2005: Mayday – Katastrophenflug 52 (Mayday)
- 2006: Flirting with Danger (Fernsehfilm)
- 2006: 72 Hours: True Crime (Fernsehserie, 1 Episode)
- 2007: Behind the Wall
- 2008: Mistaken (The Double Life of Eleanor Kendall, Fernsehfilm)
- 2008: Swingtown (Fernsehserie, 2 Episoden)
- 2009: Surf Party - Bikini-Babes und kaltes Bier (Endless Bummer)
- 2010: Shadow Island Mysteries (Miniserie, 1 Episode)
- 2010: Covert Affairs (Fernsehserie, 1 Episode)
- 2011: Change of Plans (Fernsehfilm)
- 2011: Against the Wall (Fernsehserie, 9 Episoden)
- 2011: Salem Falls (Fernsehfilm)
- 2012: The Wife He Met Online (Fernsehfilm)
- 2012: Rookie Blue (Fernsehserie, 2 Episoden)
- 2012: House at the End of the Street
- 2013: Be My Valentine
- 2013: I Think I Do
- 2013: Cracked (Fernsehserie, 1 Episode)
- 2013: Saving Hope (Fernsehserie, 1 Episode)
- 2014: Girlhouse – Töte, was du nicht kriegen kannst (Girlhouse)
- 2015: Northpole: Weihnachten steht vor der Tür (Northpole: Open for Christmas, Fernsehfilm)
- 2016: Mum’s the Word (Fernsehfilm)
- 2017: Cardinal (Fernsehserie, 5 Episoden)